# Galliano (zespół muzyczny)
Galliano – brytyjska grupa muzyczna wykonująca acid jazz. Została założona w 1988 w Londynie. W skład grupy wchodzili: Rob Gallagher (raper i DJ), Crispin Taylor (perkusista), Mick Talbot (klawiszowiec), Mark Vandergucht (gitarzysta), Ernie McKone (basista) i Valerie Étienne (wokalistka). Grupa wydała 8 albumów i 7 singli.

## Dyskografia

### Single
- Frederick Lies Still (1989)
- Skunk Funk (1992, UK #41)
- Prince of Peace (1992, UK #47)
- Jus' Reach (Recycled) (1992, UK #66)
- Long Time Gone (1994, UK #15)
- Twyford Down (1994, UK #37)
- Ease Your Mind (1996, UK #45)

### Albumy
- In Pursuit of the 13th Note (1991)
- Joyful Noise unto the Creator (1992, UK #28)
- Until Such Time (Japan, 1993)
- The Plot Thickens (1994, UK #7)
- What Colour Our Flag [Compilation] (1994)
- A Thicker Plot (1995)
- :4 (1996)
- Live At The Liquid Room (1998)